# ダイナマイト・関西
ダイナマイト関西（ダイナマイトかんさい、1969年12月4日 - ）は、日本の元女子プロレスラー。本名：鈴木 智江子（すずき ちえこ）。

## 所属
- ジャパン女子プロレス（1986年 - 1992年）
- JWP女子プロレス（1992年 - 2000年）
- フリーランス（2000年 - 2006年）
- OZアカデミー女子プロレス（2006年 - 2016年）

## 来歴
全日本女子プロレスのオーディションを受けるが2年連続不合格となり、ジャパン女子プロレス第一期生となった。1986年8月17日に後楽園ホール大会クッキー・ズラ戦でデビュー。当時のリングネームはミスA。このリングネームでWCWへも参戦している。そのほか1986年当時、ミスAの名前で映画『ビー・バップ・ハイスクール 高校与太郎哀歌』に「マンモスのお妙」役で出演している。
ジャパン女子解散後はJWP女子プロレスに旗揚げから参加。1991年8月、リングネームをダイナマイト関西に改名。JWP時代には、当時全日本女子プロレス所属のアジャ・コングをライバル視し、数度の挑戦の末に1995年8月30日大阪府立体育会館に於いて全女以外の所属選手としては初めてWWWA世界シングル王座を獲得した。
JWP退団後はフリーとしてGAEA JAPANを主戦場とし、同団体解散後の2006年にユニットOZアカデミー入りを表明した。
2008年8月10日、OZ後楽園大会でのOZアカデミー認定タッグ選手権試合・敗者髪切りデスマッチに敗れ、丸坊主になる。その後、精神的な理由で長期欠場していたが、12月14日新宿大会で復帰。欠場中に体重を93kgから77kgまで落とした。2009年2月、OZアカデミー後楽園ホール大会にて、尾崎魔弓の持つOZアカデミー認定無差別級王座に挑戦し勝利、タイトル奪還に成功した。
2016年3月20日、年内での引退を表明。十数年前より膠原病を患い、また2012年には肺がんで左肺の半分を摘出していたことを明かした。
5月22日、ダイナマイト関西30周年記念主催興行を開催。
12月11日、引退興行を開催し尾崎と一騎討ちを行いスプラッシュマウンテンを決めて勝利。以降はOZアカデミーの解説に不定期で登場。

## タイトル歴
- 初代・第4代太平洋岸タッグ王座（パートナーはソチ浜田→ハーレー斉藤）
- 第2代UWAインターナショナル女子王座
- 第41代WWWA世界シングル王座
- 初代・第3代JWP認定無差別級王座
- 第2代・第6代JWP認定タッグ王座（パートナーはデビル雅美→キューティー鈴木）
- 第97代WWWA世界タッグ王座（パートナーは尾崎魔弓)
- 第10代AAAWシングル王座
- 第4代・第11代OZアカデミー認定無差別級王座
- 初代OZアカデミー認定タッグ王座（パートナーはカルロス天野）

## 人物
- 本名の「鈴木」と言う名字で呼ばれることは非常に少なくGAMIのみが「鈴木さん」と呼んでいる。一方でGAMIのことは、「二上」とこちらも本名の名字で呼んでいる。
- 実は180cmはあるとOZアカデミーの実況で明かしている。しかし、コミカル&セクシー プロレスリングWAVE内でGAMIから、流石に180cmはないと否定されている。
- お笑いマッチに登場すると必ずノリがいいとGAMIに評され、フェアリー日本橋とのタッグも結成していた。

## 得意技
スプラッシュ・マウンテン
代名詞的なフィニッシュ・ホールド。命名者は長与千種。引退後は山下りなが継承している。
パワーボムの体勢で持ち上げるのが困難な大型選手相手には、抱え式バックドロップの形で担ぎ上げてコーナーポストへ座らせてから仕掛けていた。
ダイハード関西
雪崩式で放つスプラッシュ・マウンテン。
通常型とは異なり両膝着地式で仕掛ける。
通天閣スペシャル
前屈状態の相手の頭を自身の股下に差し込み。相手をカナディアン・バックブリーカーの体勢でそのまま、相手の体を自身の右肩の上に乗せるように抱え上げて、その状態で、自身の右腕で相手の左脇下を、自身の左腕で相手の右脇下でそれぞれ持ち、ハイジャック・バックブリーカーの形で自身の両手を高々と伸ばした状態で相手を抱える。その状態で、自ら前方に倒れ込み、相手の後頭部からマットに叩きつける。又は、カナディアン・バックブリーカー状態で抱え上げてから、自ら前方に倒れ込まずに、真下に振り下ろして叩きつける。
スプラッシュ・マウンテンの原型技。同技を開発以降は、ほぼ使用されていない。
スコット・ホールのレイザーズ・エッジ、新崎人生の高野落としに近い。
グリーン・フォール
奥の手的なフィニッシュ・ホールド。スプラッシュ・マウンテンで試合が決まらない場合や、大一番で繰り出す。
ロウ・キーのキー・クラッシャー'99とほぼ同型だが、足のクラッチがやや異なる。
バックドロップ
急角度で放つ捻り式の形で使用。
アジャ・コングの使用する同タイプのバックドロップとはクラッチの左右が異なる。
ダイビング・フット・スタンプ
関西が使用する数少ない飛び技の一つ。
アイアン・クロー
主にロープカウンターで使用した。
ナルシストキック
関西が繰り出す蹴りの総称。長与千種による命名。

## 入場テーマ曲
- 「NIGHT DANGER」（Pretty Maids）